# Kallukamba, Bellary
Kallukamba là một làng thuộc tehsil Bellary, huyện Bellary, bang Karnataka, Ấn Độ.